# Geschwenda
Geschwenda – część gminy (Ortsteil) Geratal w Niemczech, w kraju związkowym Turyngia, w powiecie Ilm. Do 31 grudnia 2018 jako samodzielna gmina wchodziła w skład wspólnoty administracyjnej Oberes Geratal.

## Współpraca
Miejscowości partnerskie:
- Belgentier, Francja
- Diemelsee, Hesja
- Ringmer, Anglia